# الیزابت کوله‌وا

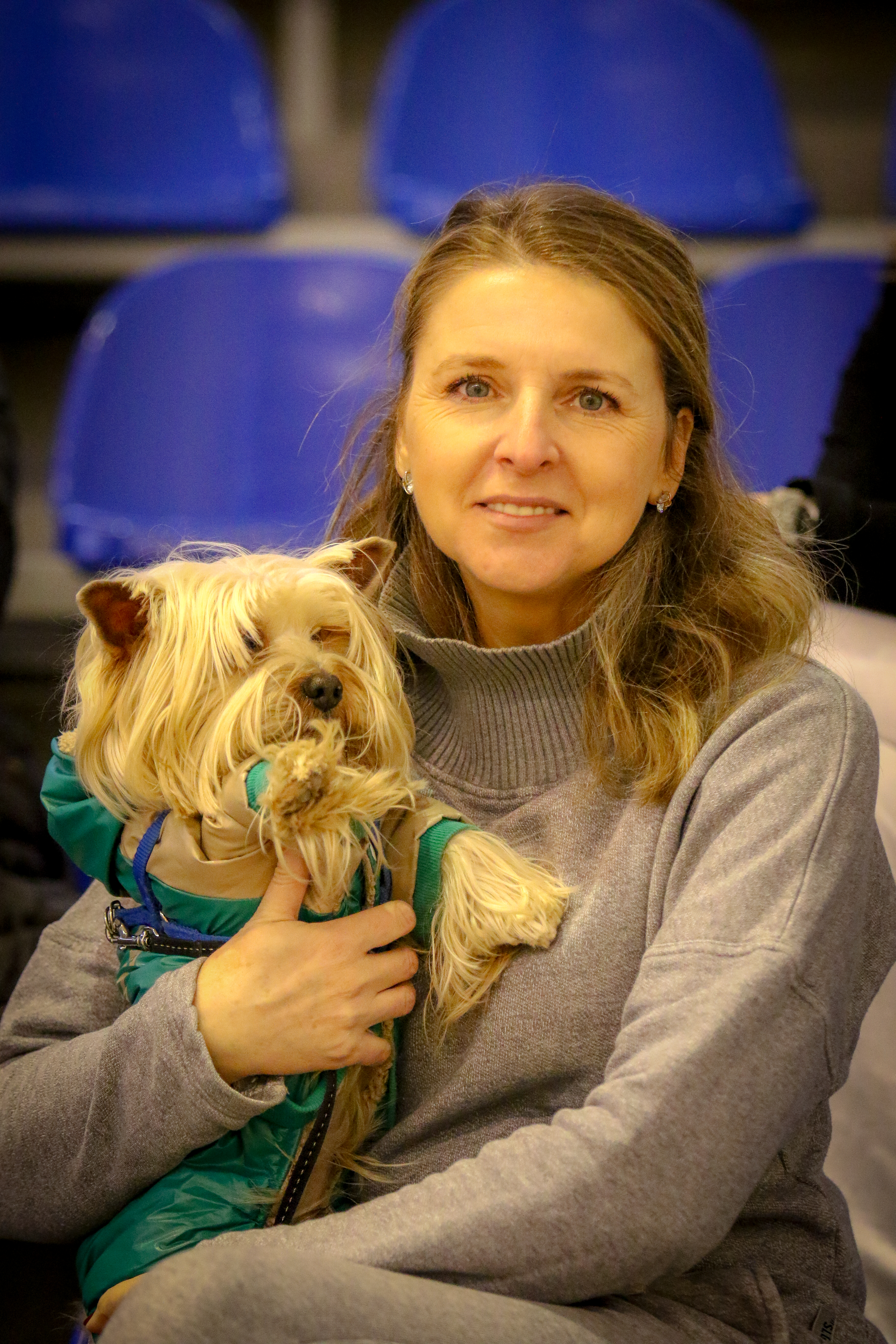
الیزابت کوله‌وا

الیزابت کوله‌وا (به انگلیسی: Elizabeth Koleva) ژیمناست زادهٔ ۱۱ نوامبر ۱۹۷۲ میلادی اهل کشور بلغارستان است.